# Tectaria trifoliata
Tectaria trifoliata là một loài thực vật có mạch trong họ Dryopteridaceae. Loài này được (L.) Cav. miêu tả khoa học đầu tiên năm 1802.